# DoeZoo Insektenwereld
DoeZoo Insektenwereld, ook wel bekend als Natuurpark Insektenwereld of NatuurDoePark Insektenwereld of NatuurDoeZoo Insektenwereld, is een dierentuin in het Groningse dorp Leens. De dierentuin richt zich vooral op insecten en heeft daarnaast een aantal andere soorten, met name insectenetende planten en insectenetende diersoorten.
DoeZoo is een zorgdierentuin, wat inhoudt dat mensen met een beperking dagbestedingen en begeleidend werk verrichten in de dierentuin.

## Geschiedenis
Het park opende zijn deuren in 1998 als Insektenwereld. Het begon als hobby, maar groeide in de loop der jaren uit tot een klein dierenpark. In het begin richtte het park zich vooral op insecten, maar in de loop der jaren is het aanbod vergroot met onder andere insectenetende planten en insectenetende diersoorten. In 2003 was het park te klein geworden en omdat er geen uitbreidingsmogelijkheden waren op de toenmalige locatie, werd er besloten om het park te laten verhuizen. Het park verhuisde in 2004 vanaf de straat Valge naar de straat De Wierde. De voormalige camping de Marne werd de nieuwe locatie van Insektenwereld. Intussen was in 2003  een stichting opgericht met als doel het ontwikkelen en onderhouden van een natuur- en milieueducatiecentrum (natuurdoecentrum) in Leens.

## Diersoorten
DoeZoo heeft verschillende dieren. Het park richt zich vooral op insecten en insectenetende planten en insectenetende diersoorten, maar ook andere diersoorten zijn in het park te vinden, zoals onder andere:
- Amazonepapegaaien
- Amerikaanse torenvalken
- Axolotls
- Baardagames
- Bidsprinkhanen
- Blauwgele ara's
- Dwerggekko's
- Dwergpythons
- Europese oehoe's
- Ezels
- Goudfazanten
- Grijze roodstaartpapegaaien
- Halsbandparkieten
- Hudsoneekhoorns
- Jufferkraanvogels
- Kaaimansnoek
- Kerkuilen
- Kleine egeltenrekken
- Neusberen
- Nijlroezetten
- Pantergekko's
- Penseelaapjes
- Roelroels
- Siddermeerval
- Slijkspringers
- Spatelneusmeerval
- Steenuilen
- Stinkdieren
- Vogelspinnen
- Wasberen